# NHK交響楽団

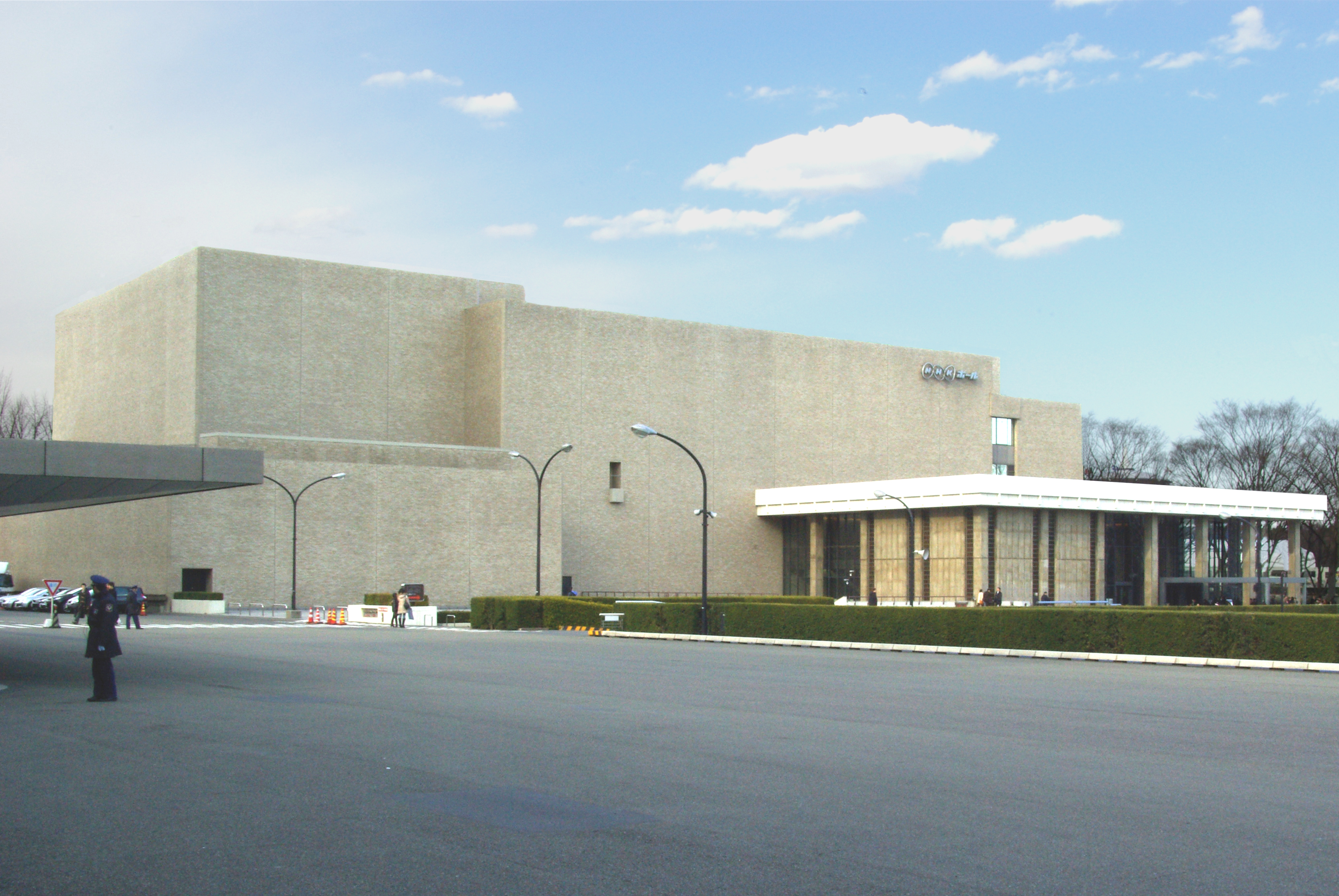
本拠地の1つであるNHKホール

公益財団法人NHK交響楽団（NHKこうきょうがくだん、英: NHK Symphony Orchestra, Tokyo）は、日本にあるオーケストラの一つ。通称「N響（エヌきょう）」。所在地は東京都港区高輪二丁目16番49号。公益社団法人日本オーケストラ連盟正会員。近衛秀麿らによって設立された「新交響楽団」が源流である。

## オーケストラの運営
公益財団法人（2010年〈平成22年〉4月1日より）であり、日本放送協会（NHK）からの出向者が歴代の理事長を務めている。2023年7月現在の理事長は中野谷公一（元NHK名古屋放送局長）。NHKから受信料を財源に14億円（2013(平成25)年度）の交付金（国内放送費に計上）を受け、楽団側は演奏の放送などで事業に協力している。その他に民間各社からも支援を受けている。この助成金は、旧放送法、9条2項1号（1988（昭和63）年改正前）「放送番組編集上必要な劇団、音楽団を維持し、養成し、又は助成すること」を根拠に支出されている。この考え方は、現放送法20条（業務）2項6号「前項の業務に附帯する業務を行うこと」に引き継がれている。
NHKは別途、東京放送管弦楽団など放送用専属オーケストラを主要放送局ごとに持っており、紅白歌合戦などの歌番組や娯楽番組でNHK交響楽団が演奏することはない。大河ドラマのみが例外だが、ここでも演奏を担当するのはオープニング主題曲だけで、伴奏音楽部分や他のドラマの音楽は外部演奏団体が起用される。

## コンサート

### 定期公演
月に3つのプログラムが2公演ずつ、6公演開催される。現在、NHK交響楽団ではこの2公演ずつを「1回」として定期公演の回数に入れている。
- Aプログラム・土曜18時〜 日曜14時〜／会場：NHKホール
- Bプログラム・木曜19時〜 金曜19時〜／会場：サントリーホール
- Cプログラム・金曜19時〜 土曜14時〜 ／会場：NHKホール

7月、8月、3月は定期公演が開催されないため、年間27回・54公演が定期公演として開催されている。
Bプログラムは音響の良いサントリーホールで開催されるため人気がある。そのため、定期会員券も年間会員に限られ、また、座席数もNHKホールに比べて格段に少ないこともあり、1回券として発売される枚数も少ない。
なお、2021年3月から2022年6月にかけてNHKホールが改修工事のため閉館していたため、2021–22シーズンのA・Cプログラムは東京芸術劇場で開催された。

### 主催公演
- ベートーヴェン「第9」演奏会 - 12月末、4公演ほどNHKホールにて開催される。
- Music Tomorrow - 現代音楽作品や委嘱作品と尾高賞受賞作品でプログラムが組まれる。毎年5月〜6月ごろ開催。
- N響「夏」 - 7月、ポピュラーなクラシック音楽でプログラムが組まれ、NHKホールで開催される。
- 夏だ!祭りだ!!N響ほっとコンサート - 「夏休み特別公演」として毎年8月にNHKホールで開催されるファミリーコンサート。映画音楽やアニメ音楽がプログラムに加えられることも多い。

### その他の公演
- オーチャードホール定期 - オーチャードホール主催（年5回）
- NHK音楽祭 - NHK、NHKプロモーション主催（年1回）
- 岡山定期公演 - 岡山シンフォニーホール主催（年1回）
- 足利定期公演 - 足利市民会館主催（年1回）
- 名古屋定期公演 - 愛知県文化振興事業団主催（年1回）
- 横浜定期公演 - 横浜みなとみらいホール主催（年1回）
- アイシンAW（現：アイシン）（協賛企業）の招聘で地元住民対象のプライヴェートコンサートが希望の丘ハーモニーホールで開催される（一般非公開）。
- この他、国内各地で年間のべ100回以上のコンサートや海外公演をしている。

演奏は海外にも配信される。CD録音は「公共放送のオーケストラ」という性格上あまり積極的ではなかったが、近年はライヴ録音を中心にリリースも目立ってきている。販売は、スタジオ録音は各レコード会社が発行・発売、ライヴ録音はNHKサービスセンター発行・各レコード会社が発売するという形態をとっている。
定年退職した団員を中心に構成されたN響団友オーケストラもあり、演奏活動を行っている。

## 演奏
伝統的にドイツ・オーストリア系音楽を主なレパートリーとし、歴代の名誉指揮者もほとんどがドイツ圏の出身者か地盤とする指揮者であったが、フランス語圏スイス生まれのシャルル・デュトワを常任指揮者（のちに音楽監督）に迎える大転換の後は、色彩感の豊かな柔軟な音色を持つようになった。
放送交響楽団としての性格も有することから多様な作品の演奏を求められ、クラシック音楽以外にも劇伴音楽やゲーム音楽を演奏するなど、ジャンルは幅広い。NHK大河ドラマのテーマ音楽を毎年演奏しているほか、アニメ『科学忍者隊ガッチャマン』の劇場版（『交響組曲 科学忍者隊ガッチャマン』）やシリウスの伝説、テレビゲーム『ドラゴンクエストシリーズ』のBGMのオーケストラ演奏も行い、多数のサウンドトラック・アルバムをリリースしている。特にPlayStation 2版『ドラゴンクエストV』では、ゲーム中のほぼ全ての楽曲においてNHK交響楽団の演奏によるものが採用されている。また、NHK Eテレの番組『ピタゴラスイッチちょいむず』において「アルゴリズムたいそう」を演奏し、団員による体操も披露された。アナログ時代の日本テレビクロージング「鳩の休日」（長尺枠最後）も演奏していた。

## 年表
#○○は定期公演の回数を示す

### 戦前
- 1925年3月：山田耕筰が日本交響楽協会（協会）を設立。
  - メンバーは映画館の楽士、在京大学の管弦楽部員などを中心とするものであった。
- 1925年4月26日〜5月：協会とハルビン在住のロシア人楽士を中心にした「日露交歓交響管弦楽大演奏会」を歌舞伎座などで開催。
- 1926年1月24日：協会第1回予約演奏会。指揮近衛秀麿。曲目はベートーヴェンの「英雄」他。
- 1926年9月8日：近衛秀麿以下中心メンバーが協会を離脱、10月5日に新交響楽団（新響）の結団式。
- 1926年10月22日：新響第1回研究発表演奏会。
- 1926年11月26日：ラジオ放送初出演。
  - 以後約10年は、基本的に「定期公演が近衛、放送出演がヨゼフ・ケーニヒ（後ニコライ・シフェルブラット）」という役割分担がなされるようになる。
- 1927年2月20日：#1：定期公演開始。
  - 曲目はメンデルスゾーンの「フィンガルの洞窟」序曲、モーツァルトの「イドメネオ」から舞踊音楽、シューベルトの「交響曲「ザ・グレイト」、グリーグの「2つの悲しい旋律」。大正天皇崩御による服喪のため、1か月繰り下げての開催。グリーグは大正天皇追悼の意を込めて演奏。
- 1928年
  - 3月25日：築地小劇場の舞台『ペール・ギュント』の音楽を担当。3月30日まで[7]。
  - 7月26日：築地小劇場の舞台『真夏の夜の夢』の音楽を担当。7月30日まで[8]。
  - 10月28日：#36：マーラーの「巨人」日本初演。
- 1929年10月16日：#55：マーラーの交響曲第4番日本初演。
- 1930年5月28日：マーラーの交響曲第4番を世界初録音。
- 1930年10月22日：#76：エフレム・ジンバリスト来演。1935年5月24日の#156にも出演。
- 1931年6月17日：#92：ヨゼフ・シゲティ来演。
- 1931年7月：コロナ事件。
  - 待遇改善を訴えた楽員17名に対し、近衛・新響が技術の未熟を理由に17名を解雇。解雇された楽員は、JOAKが「コロナ・オーケストラ」として契約。「コロナ」は、世話人の堀内敬三が当時使っていたタイプライターの名前であった。後に「東京放送管弦楽団」と改称。
- 1932年9月30日：#113：定期公演の会場が、この回より日本青年館から日比谷公会堂に変更。
- 1934年10月17日：#144：エマヌエル・フォイアマン来演。
- 1935年4月22日：#153：アルトゥール・ルービンシュタイン来演。
- 1935年7月13日：新響改組。
  - 新響を組合組織に改組したい楽員と、現状維持を考えていた近衛が対立。結局、近衛とマネージャーが新響を追われるように退団する事となった。
- 1935年8月18日：日比谷公園野外音楽堂で、指揮者なしで改組記念演奏会を開く。
- 1935年11月26日：貴志康一帰朝演奏会。
  - 以後、貴志は翌1936年4月までに定期出演やヴィルヘルム・ケンプとの共演を重ねたが、早世した。
- 1936年9月21日：ジョゼフ・ローゼンストック歓迎演奏会。
  - 新響は近衛の後任を全世界から捜し求め、ナチの影響で立場が宙に浮いていたローゼンストックを新常任指揮者として迎えた。この時、候補の中にはウィリアム・スタインバーグ、パウル・ブライザッハらの名もあった。以後、軟禁時期やアメリカでの活動時期を除いた約40年間、新響→日響→N響と密接に活動することとなり、楽員から「ロー爺」「ローやん」の愛称を贈られる事となった。
- 1937年5月31日〜6月30日：フェリックス・ワインガルトナー夫妻来演。
  - ウィーン国立歌劇場の職を辞してフリーな立場になっていたワインガルトナーは日墺協会と東京朝日新聞の招きで来日。「新響は今日までに幾多のヨーロッパの交響楽団と立派に競いえるほどの技量を持っている」との感想と、弦セクションの強化・楽器の改善への苦言を残した。
- 1937年3月24日：#177：ローゼンストック、ヴァイオリニストのアレクサンドル・モギレフスキーとの共演を拒否。
- 1939年6月10日：初の海外（京城）公演。翌1940年6月に2度目の京城公演。
- 1940年12月：皇紀2600年奉祝楽曲発表演奏会に出演。
- 1941年9月24日〜12月4日：#228〜#231：日本初の「モーツァルト・チクルス」。
  - 曲目は後期三大交響曲（第39番、第40番、第41番「ジュピター」、「フィガロの結婚」全曲など。
- 1942年1月28日：#232：ローゼンストック、リハーサル中に恥をかかされ、以後の演奏会を「病気」と称して休演。
  - リヒャルト・シュトラウスの「ドン・キホーテ」を日本初演する予定であったが、チェリストのロマン・デュクソンがクレームをつけ、恥をかかされたローゼンストックともども練習所を去り、曲目もシューベルトの交響曲第3番に差し替えられた。ローゼンストックのキャンセルで、山田一雄、尾高尚忠が定期公演にデビュー。「ドン・キホーテ」も山田により、5月6日の#236で日本初演された。
- 1942年5月1日：財団法人日本交響楽団（日響）と改称。
  - 内閣情報局を主務官庁、新響と日本放送協会を設立者とした。初代事務長としてN響の歴史を語る際に欠かせない一人、有馬大五郎が着任した。改称後は、日本人作品を毎度の定期公演（もしくは月一回の日曜演奏会）に必ず1曲入れたり、日本人指揮者の盛り立てなども推進した。日本のオーケストラの歴史上、日本人のオーケストラ作品が最も多く演奏された時期でもあった。
- 1944年2月17日：#253：ローゼンストック、この日をもって指揮台からしばらく姿を消す。
  - ユダヤ系ということで改称後も各方面からの攻撃の対象になっていたが、有馬の援護でなんとか凌いでいた。しかし、この日の演奏を最後に活動を中止。以後、終戦まで強制疎開地の長野県軽井沢町での事実上の軟禁生活を過ごす。
- 1945年6月14日：#267：戦前・戦中期最後の定期公演（ベートーヴェンの第九）。
  - 1944年10月から続いていた「ベートーヴェン・チクルス」の最終日。夏休み中に終戦を迎えた。

### 戦後
- 1945年9月14日：#268：戦後最初の定期公演（指揮・尾高尚忠。ベートーヴェン「英雄」他）。この公演は翌日も行われ、NHKが中継放送を行った[9]。
- 1947年1月23日：#283：レオニード・クロイツァー、停電の闇の中でシューマンのピアノ協奏曲を弾き続ける。
- 1948年10月18日：#300：ブルックナーの交響曲第7番日本初演。
- 1949年2月14日：#304：ショスタコーヴィチの交響曲第5番日本初演。
- 1949年12月8日：#312：マーラーの交響曲第8番「千人の交響曲」日本初演（指揮・山田一男／のちの一雄）。
  - 当時のニュース映画を見ると、児童合唱を日比谷公会堂の2階席に置いての演奏だった。
- 1951年2月16日：尾高尚忠、出血性灰白質脳炎により急逝。
- 1951年8月1日：NHKの支援を受けてNHK交響楽団（N響）と改称。
  - 尾高の急逝の際、評論家の野村光一が「尾高を殺したのはNHKだ。NHKが経済面のみならず、運営そのものに関わることが多忙の日響を救う唯一の道」というコメントを毎日新聞に残している。実は「N響」を初めて名乗ったのは1949年7月20日の放送で、当時は放送番組でのみの名称だった。
- 1951年9月13日：常任指揮者クルト・ヴェス着任。
  - 有馬がウィーンで作り上げた人脈をフルに生かし、ウィーン・トーンキュンストラー管弦楽団の指揮者だったヴェスを常任に迎えた。海外志向のあおりで、山田ら日本人指揮者はしばらくの間、定期公演の指揮台から締め出されることになった。次に日本人指揮者が定期公演の指揮台に立つのは、10年後の1961年3月13日の#421である。
- 1951年10月20日：イェフディ・メニューヒン特別演奏会（指揮・近衛秀麿）。
- 1952年8月29日：ウィーンから客員奏者を招く。ヴァイオリン（コンサートマスター）のパウル・クリング、オーボエのユルク・シェフトライン、クラリネットのロルフ・アイヒラー、ハープのヨゼフ・モルナールである。
  - このうちの一人、ヨゼフ・モルナールは、山畑松江、桑島すみれ、早川りさこ、松尾治樹らを育てた日本のハープ教育の第一人者となる。N響との契約終了後に一旦帰国したが、再度来日後は日本に定住して後進の指導に努め幾多の弟子を指導、現在では「日本ハープ界の父」と称されている。またウィーン少年合唱団出身の声楽家（バリトン）でもある。なお、シェフトラインは帰国後、ウィーン交響楽団首席の傍ら古楽器にも手を染め、アーノンクールの片腕として活動、アイヒラーは滞日中にクラリネット教則本を出版し、帰国後はウィーン・フォルクスオーパー管弦楽団で活動した。
- 1953年5月14日：#347：ベートーヴェンの歌劇「フィデリオ」に大賀典雄、モルナールらが出演。
  - 大賀は当時東京芸術大学音楽学部在学中。モルナールは前述のようにハーピストだったが、時々バス歌手としても活躍した（大賀もバス歌手だった）。
- 1953年10月9日：#350：ジャン・マルティノン来演。12月の「第九」公演まで滞在。
  - 招聘の候補としては、マルティノンの他にアルトゥール・ロジンスキ、さらに有馬の個人的願望としてヴィルヘルム・フルトヴェングラーの名前もあったが、当時ロジンスキーもフルトヴェングラーも体調が思わしくない時期だったため、マルティノン招聘に至った。
- 1954年4月2日：ヘルベルト・フォン・カラヤン来演。
  - 当時の日本ではカラヤンのLPが出回りつつあった時期だったが、知名度は低かったといわれる。日本とカラヤンも参照。
- 1954年8月：常任指揮者ニクラウス・エッシュバッハー着任。
  - ショスタコーヴィチの交響曲第10番の演奏を拒否（#362）するなどのエピソードがあった。
- 1955年5月23日：シンフォニー・オブ・ジ・エアーとの合同演奏会。
  - シンフォニー・オブ・ジ・エアーはNBC交響楽団の後身である。
- 1956年2月18日：ベンジャミン・ブリテン自作演奏会。
  - 皇紀2600年奉祝曲の依頼で書かれ不採用となったシンフォニア・ダ・レクイエムを作曲者自身の指揮で日本初演。
- 1956年9月29日〜10月28日：第1回イタリア・オペラ公演
  - 日本のクラシック音楽史に残る公演。NHKの放送事業30周年事業として行われた。1976年の第8回まで続き、出演歌手もそうそうたるメンバーであった。いわゆる三大テノールの初来日もこの公演であった。
主な出演歌手：マリオ・デル・モナコ、レナータ・テバルディ、ティート・ゴッビ、ジュリエッタ・シミオナート、カルロ・ベルゴンツィ、ルチアーノ・パヴァロッティ、プラシド・ドミンゴ、ホセ・カレーラス、モンセラート・カバリエ、ニコライ・ギャウロフ、アルフレード・クラウス、レナータ・スコット、フィオレンツァ・コッソット
- 1957年3月29日：常任指揮者ウィルヘルム・ロイブナー着任。
  - クレメンス・クラウス門下で、ウィーン国立歌劇場で長年指揮した、決してスター性はないがウィーンの香りを身につけた職人気質の指揮者であった。夫人ルティルデ・ベッシュはソプラノ歌手で、しばしばN響の演奏会にも出演した。エディタ・グルベローヴァのウィーンでの師でもある。
- 1957年11月22日：ベルリン・フィルハーモニー管弦楽団との合同演奏会。
- 1959年2月13日：常任指揮者ウィルヘルム・シュヒター着任。
  - 岩城宏之や当時を知る楽員曰く、「相当なやかまし屋だったローゼンストックの、何十倍も怖い先生」。1957年にカラヤンが「N響との見合いのため」にベルリン・フィルに帯同させ来日。その後N響を徹底的に鍛え上げた。
- 1959年5月1日：イーゴリ・ストラヴィンスキー自作演奏会。
  - 詳細はストラヴィンスキー in JAPAN参照。
- 1960年9月1日〜11月1日：NHK放送開始35周年記念「世界一周演奏旅行」。
  - 68日間で、12カ国（インド→ソ連→スイス→オーストリア→チェコスロヴァキア→ポーランド→西ドイツ→イタリア→ユーゴスラビア→イギリス→フランス→アメリカ）24都市で公演を行った。岩城、外山雄三らが率い、堤剛、当時16歳の中村紘子が帯同。中村は振り袖でピアノを弾かされることもあり、その際の着付け助手を岩城、外山が務めた。ゲスト・ソリストにディートリヒ・フィッシャー＝ディースカウ、シューラ・チェルカスキー、パウル・クレツキが参加した。若手の楽員が多かったため、当時同じくヨーロッパ演奏旅行を目前にしていた近衛に「あんな若い者だらけでは」と嘆かせたが、N響の成功と裏腹に近衛の旅行は無残な結果となった。
  - エピソードも多く、ルツェルンでのオットー・クレンペラーの突然の来訪などもあった（これがきっかけで、後に「クレンペラーN響来演」という話まで出てきた）。一方で、モスクワ公演のうち1回が天候不順でキャンセル。パリでの国連デーコンサートで当初出演予定のマウリツィオ・ポリーニがドライブ中に腕を冷やしすぎてキャンセル。さらに常任のシュヒターも、訪問先からの「日本人指揮者でないと客の入りが悪い」というクレームでロンドンとアメリカでの公演以外指揮する機会がなかった。
- 1962年12月：いわゆる「小澤事件」。
- 1963年：ウィーン・フィルハーモニー管弦楽団の第2ヴァイオリン首席奏者ウィルヘルム・ヒューブナーがゲスト・コンサートマスターとして来日。
  - ウィーン・フィルに戻った後もヒューブナーは大の親日家として、勉強のためにウィーンに来た日本の音楽家の卵の面倒を見たという。
- 1965年8月：常任制休止。
- 1967年1月1日：ロヴロ・フォン・マタチッチ、ヴォルフガング・サヴァリッシュ、ヨーゼフ・カイルベルトが「名誉指揮者」に就任。
- 1969年：ウィーン・フィルのソロ・オーボエ奏者カール・マイヤーホーファーが客演奏者として来日。
- 1973年：オットマール・スウィトナーが「名誉指揮者」に。10月、定期公演の会場をNHKホールに移す。
- 1975年：ホルスト・シュタインが「名誉指揮者」に。
- 1976年：創立50周年。
- 1977年：ローゼンストック最後の出演。
- 1980年：キリル・コンドラシン来演。
- 1982年：N響団友オーケストラ設立。
- 1985年：マタチッチ、ローゼンストック死去。
- 1986年：#1000：サヴァリッシュ指揮、メンデルスゾーン「エリヤ」。ヘルベルト・ブロムシュテットが「名誉指揮者」に。
- 1996年：創立70周年。シャルル・デュトワ、常任指揮者となり常任制復活、就任記念コンサートにてマルタ・アルゲリッチと共演。
- 1998年：「音楽監督」ポストを創設。デュトワが着任。9月よりB定期をサントリーホールにて開催。これによりドイツ音楽を中心としたレパートリーが一挙に広がり、また度々海外公演を行うようになり国際的知名度が増した。またデッカ・レーベルによるレコーディングも行われるなど、正確だが演奏が面白くないと言われるN響が大きく変貌を遂げた。
- 1999年：3月の定期公演を原則的に廃止。12月、デュトワ指揮、高島勲演出、ダルラピッコラの歌劇「囚われびと」とフォーレの「レクイエム」を上演。

### 21世紀
- 2001年：創立75周年。デュトワ指揮でオルフ「カルミナ・ブラーナ」、サヴァリッシュ指揮でメンデルスゾーン「エリア」を特別演奏会にて演奏。
- 2002年：11月、ヴァレリー・ゲルギエフ指揮、キーロフ歌劇場管弦楽団との合同でショスタコーヴィチの交響曲第7番「レニングラード」を演奏。
- 2003年：3月、新国立劇場にて準・メルクル指揮、ワーグナー「ジークフリート」を演奏。6月、デュトワは音楽監督を退任し、名誉音楽監督に。#1490：音楽監督として最後の演奏はR.シュトラウス「エレクトラ」（演奏会形式）。11月、#1500 ローター・ツァグロセク指揮、モーツァルト「交響曲第39番」ほか
- 2004年：3月、新国立劇場にて準・メルクル指揮、ワーグナー「神々の黄昏」を演奏。9月、音楽監督にウラディーミル・アシュケナージ就任、A定期を土・日開催に変更。10月、#1524：音楽監督就任記念定期において、アシュケナージが指揮棒を左手に刺し、後半のチャイコフスキー 交響曲第4番をコンサートマスター堀正文の「弾き振り」で演奏するというハプニング。
- 2005年：5月、韓国公演を予定していたが、反日デモにより中止。10月、予定を変更してサヴァリッシュが定期公演に客演予定であったが、体調不良によりキャンセル。
- 2006年：創立80周年。6月、記念演奏会でアシュケナージがモーツァルトのピアノ協奏曲第20番の弾き振りをする予定であったが、指の不調により指揮のみとなる。8月、創立以来初となる吹奏楽を「N響ほっとコンサート」にて演奏。#1576：創立80周年記念定期において、死去した岩城宏之に代わり若杉弘と外山雄三の2人が指揮。
- 2007年：4〜6月、サントリーホール改修工事のためB定期を休止、その間東京文化会館公演を開催。
- 2010年：4月1日をもって公益財団法人に移行。
- 2011年：3月、5年ぶり7回目となる12日間の北米公演を行った。指揮はアンドレ・プレヴィン。
- 2011年：4月10日、東京文化会館で東日本大震災の被災者支援チャリティー・コンサートを開き、ズービン・メータの指揮でベートーヴェンの交響曲第9番『合唱付き』を演奏。
- 2012年：9月、日中国交正常化40周年を記念し、尾高忠明指揮のもと、北京、天津、上海の3都市で中国公演を行った。
- 2013年：2月、ウォルフガング・サヴァリッシュ死去[10]。8月、シャルル・デュトワの指揮によりヨーロッパ公演を実施。24日グラフェネッグ音楽祭（ドイツ語版）[11]、25日ザルツブルク音楽祭[12]、27日ラインガウ音楽祭（ドイツ語版）[13]、29日メラーノ音楽祭に初出演する。ザルツブルク音楽祭委嘱作品である細川俊夫作曲『「ソプラノとオーケストラのための「嘆き」』を世界初演する。
- 2015年：9月、パーヴォ・ヤルヴィが首席指揮者に就任[14]。
- 2016年：9月、創立90周年記念演奏会にて、ヤルヴィ指揮、マーラー「交響曲第8番」を演奏。
- 2017年：11月、ANAホールディングス（全日本空輸（ANA）の親会社）と海外公演に関する連携協定を締結[15]。
- 2020年：新型コロナウイルス感染症の影響により、3月より活動停止、9月より1年間、定期公演を中止し、特別公演をNHKホール、サントリーホール、東京芸術劇場にて開催。
- 2021年：NHKホールの改修工事により、9月以降の定期公演A, Cプログラムを東京芸術劇場にて開催。
- 2022年：9月、ファビオ・ルイージが首席指揮者に就任。定期公演A, CプログラムをNHKホールでの開催に戻す。
- 2023年：
  - 4月、NHK財団（N財）の発足に伴い、当法人はN財の下部法人となる。
  - 10月、下野竜也が正指揮者に就任[16]。
  - 12月16日、#2000  ファビオ・ルイージの指揮によりマーラー「交響曲第8番」を演奏[17]。

## 指揮者

### 常任指揮者・名誉指揮者・正指揮者・音楽監督他
設立初期、約40年間にわたってジョセフ・ローゼンストックが専任、常任、名誉指揮者を務めていた。常任指揮者制度は1965年で廃止されたが、1996年にシャルル・デュトワが常任指揮者になり復活した。シャルル・デュトワは、その貢献により名誉音楽監督に就任している。ウラディーミル・アシュケナージが2007年8月末に音楽監督を退任した後は後任を置かず、アンドレ・プレヴィンを首席客演指揮者とした。2015年からパーヴォ・ヤルヴィ、2022年からファビオ・ルイージが首席指揮者を務める。
| 指揮者                         |                          | 任期            |
| ------------------------------ | ------------------------ | --------------- |
| 近衛秀麿                       |                          | 1926年 - 1935年 |
| ヨゼフ・ケーニヒ               |                          | 1927年 - 1929年 |
| ニコライ・シフェルブラット     |                          | 1929年 - 1936年 |
| ジョセフ・ローゼンストック     | 専任                     | 1936年 - 1946年 |
| ジョセフ・ローゼンストック     | 常任                     | 1956年 - 1957年 |
| ジョセフ・ローゼンストック     | 名誉                     | 1951年 - 1985年 |
| 尾高尚忠                       | 専任                     | 1942年 - 1951年 |
| 山田一雄                       | 専任                     | 1942年 - 1951年 |
| 高田信一                       | 専任                     | 1944年 - 1951年 |
| クルト・ヴェス                 | 常任                     | 1951年 - 1954年 |
| ニクラウス・エッシュバッハー   | 常任                     | 1954年 - 1956年 |
| ヴィルヘルム・ロイブナー       | 常任                     | 1957年 - 1959年 |
| ウィルヘルム・シュヒター       | 常任                     | 1959年 - 1962年 |
| アレクサンダー・ルンプフ       | 常任                     | 1964年 - 1965年 |
| ヨゼフ・カイルベルト           | 名誉                     | 1967年 - 1968年 |
| ロヴロ・フォン・マタチッチ     | 名誉                     | 1967年 - 1985年 |
| ヴォルフガング・サヴァリッシュ | 名誉                     | 1967年 - 1994年 |
| ヴォルフガング・サヴァリッシュ | 桂冠名誉                 | 1994年 - 2013年 |
| 岩城宏之                       | 正                       | 1969年 - 2006年 |
| オットマール・スウィトナー     | 名誉                     | 1973年 - 2010年 |
| ホルスト・シュタイン           | 名誉                     | 1975年 - 2008年 |
| 外山雄三                       | 正                       | 1979年 - 2023年 |
| 森正                           | 正                       | 1979年 - 1987年 |
| ヘルベルト・ブロムシュテット   | 名誉                     | 1986年 - 2016年 |
| ヘルベルト・ブロムシュテット   | 桂冠名誉                 | 2016年 -        |
| 若杉弘                         | 正                       | 1995年 - 2009年 |
| シャルル・デュトワ             | 常任                     | 1996年 - 1998年 |
| シャルル・デュトワ             | 音楽監督                 | 1998年 - 2003年 |
| シャルル・デュトワ             | 名誉音楽監督             | 2003年 -        |
| 岩村力                         | アシスタントコンダクター | 2000年 - 2007年 |
| 齊藤一郎                       | アシスタントコンダクター | 2000年 - 2004年 |
| ウラディーミル・アシュケナージ | 音楽監督                 | 2004年 - 2007年 |
| ウラディーミル・アシュケナージ | 桂冠                     | 2007年 -        |
| アンドレ・プレヴィン           | 首席客演                 | 2009年 - 2012年 |
| アンドレ・プレヴィン           | 名誉客演                 | 2012年 - 2019年 |
| 尾高忠明                       | 正                       | 2010年 -        |
| 山田和樹                       | 副                       | 2010年 - 2012年 |
| パーヴォ・ヤルヴィ             | 首席                     | 2015年 - 2022年 |
| パーヴォ・ヤルヴィ             | 名誉                     | 2022年 -        |
| ファビオ・ルイージ             | 首席                     | 2022年 -        |
| 下野竜也                       | 正                       | 2023年 -        |

### 主な客演指揮者
NHK交響楽団は、「日本の音楽そのものの歴史」（朝比奈隆）と言われるように、世界でもトップクラスの指揮者たちが客演している。
| 指揮者                             | 主な来演年                                                                     | 特筆事項                                                           |
| ---------------------------------- | ------------------------------------------------------------------------------ | ------------------------------------------------------------------ |
| フェリックス・ワインガルトナー     | 1937年                                                                         | 朝日新聞招聘。夫人も指揮                                           |
| 朝比奈隆                           | 1940年 ‐ 2000年                                                                | N響75周年を祝う2001 ‐ 02シーズンの終わりの定期公演も振る予定だった |
| ジャン・マルティノン               | 1953年、1963年                                                                 |                                                                    |
| ヘルベルト・フォン・カラヤン       | 1954年、1957年                                                                 | 1957年はベルリン・フィルとの合同演奏                               |
| アンドレ・コステラネッツ           | 1955年                                                                         |                                                                    |
| ベンジャミン・ブリテン             | 1956年                                                                         | 自作シンフォニア・ダ・レクイエムを日本初演                         |
| イーゴリ・ストラヴィンスキー       | 1959年                                                                         | 大阪国際フェスティバルでの「火の鳥」組曲がDVD化                    |
| 小澤征爾                           | 1962年、1995年、2005年                                                         |                                                                    |
| ジャン・フルネ                     | 1963年他                                                                       |                                                                    |
| ヴィリー・ボスコフスキー           | 1963年                                                                         |                                                                    |
| コンスタンティン・シルヴェストリ   | 1964年                                                                         |                                                                    |
| エルネスト・アンセルメ             | 1964年                                                                         |                                                                    |
| ハインツ・ワルベルク               | 1966年 ‐ 2004年                                                                |                                                                    |
| ピエール・ブーレーズ               | 1967年、1995年                                                                 | 1967年は大阪国際フェスティバルでの「トリスタンとイゾルデ」上演     |
| ルドルフ・バルシャイ               | 1970年、2004年                                                                 | 2004年はシャルル・デュトワの急病により、代役で登場                 |
| ダニエル・バレンボイム             | 1973年                                                                         |                                                                    |
| マクシム・ショスタコーヴィチ       | 1974年                                                                         | 父ドミートリイの作品を中心に指揮                                   |
| ハンス・ツェンダー                 | 1974年                                                                         |                                                                    |
| ミヒャエル・ギーレン               | 1975年、1977年                                                                 |                                                                    |
| フェルディナント・ライトナー       | 1976年 ‐ 1990年                                                                |                                                                    |
| ヴァーツラフ・ノイマン             | 1978年 ‐ 1990年                                                                |                                                                    |
| ネヴィル・マリナー                 | 1979年、2007年、2010年、2011年、2014年                                         |                                                                    |
| ギュンター・ヴァント               | 1979年、1982年、1983年                                                         | 1986年はキャンセル                                                 |
| キリル・コンドラシン               | 1980年                                                                         |                                                                    |
| イーゴリ・マルケヴィチ             | 1983年                                                                         |                                                                    |
| レナード・スラトキン               | 1984年、1988年、1993年、1996年、2000年、2008年、2012年、2016年、2017年、2022年 | 2014年はキャンセル                                                 |
| 渡邉暁雄                           | 1985年他                                                                       |                                                                    |
| ペーター・マーク                   | 1986年                                                                         | キャンセルになったギュンター・ヴァントの代役で登場                 |
| ガリー・ベルティーニ               | 1987年                                                                         |                                                                    |
| エサ＝ペッカ・サロネン             | 1990年、2002年他                                                               |                                                                    |
| エフゲニー・スヴェトラーノフ       | 1993年 ‐ 2000年                                                                | 1995年は年末の第九演奏会で指揮                                     |
| スタニスラフ・スクロヴァチェフスキ | 1996年、1999年、2000年、2002年、2004年、2006年、2011年                         | 2000年と2011年は年末の第九演奏会で指揮                             |
| クシシュトフ・ペンデレツキ         | 1996年、2003年、2004年                                                         | 2004年は年末の第九演奏会で指揮                                     |
| ヴァレリー・ゲルギエフ             | 1996年、2002年、2009年                                                         | 2009年はNHK音楽祭で指揮                                            |
| アラン・ギルバート                 | 1996年、1998年、2000年、2001年、2002年、2005年、2007年                         | 2005年の11月定期ではサヴァリッシュの代役を務めた。                 |
| ズービン・メータ                   | 1996年、2011年                                                                 | 1996年はN響創立70周年記念演奏会で指揮                              |
| 準・メルクル                       | 1998年、2001年、2003年、2005年、2006年、2008年、2009年、2011年、2012年、2013年 |                                                                    |
| チョン・ミョンフン                 | 1998年、2001年、2008年、2011年、2013年                                         |                                                                    |
| パーヴォ・ヤルヴィ                 | 2002年、2005年                                                                 | 2015年9月に首席指揮者に就任                                        |
| ネルロ・サンティ                   | 2001年、2003年、2004年、2005年、2006年、2007年、2009年、2010年、2013年、2014年 |                                                                    |
| ロジャー・ノリントン               | 2006年、2011年、2012年、2013年                                                 |                                                                    |
| ファビオ・ルイージ                 | 2001年、2002年、2004年、2008年、2014年                                         | 2022年9月に首席指揮者に就任                                        |
| デイヴィッド・ジンマン             | 2009年、2013年、2016年                                                         |                                                                    |
| エド・デ・ワールト                 | 2009年、2012年、2013年、2015年、2019年                                         | 2013年は年末の第九演奏会で指揮                                     |
| クリストファー・ホグウッド         | 2009年                                                                         |                                                                    |
| クルト・マズア                     | 2009年                                                                         | 第九演奏会                                                         |
| セミヨン・ビシュコフ               | 2010年、2013年                                                                 |                                                                    |
| ロリン・マゼール                   | 2012年                                                                         |                                                                    |
| ネーメ・ヤルヴィ                   | 2011年、2014年、2019年                                                         |                                                                    |
| ウラディーミル・フェドセーエフ     | 2015年、2017年、2018年                                                         | 2025年はキャンセル                                                 |
| クリストフ・エッシェンバッハ       | 2017年、2020年、2022年、2024年                                                 |                                                                    |
| トゥガン・ソヒエフ                 | 2008年、2017年、2019年、2021年、2023年、2024年、2025年                         |                                                                    |

## 公演の放送
NHK交響楽団の定期演奏会の模様は、NHK-FM放送とNHK Eテレ『クラシック音楽館』内にて放送される。また、FM放送はNHKネットラジオ「らじる★らじる」にて、EテレはNHKプラスにてそれぞれ同時配信されている。
FM放送では、2022年度まで各公演回それぞれ初日の公演が随時（実際はN響の年間公演日程通り土・金・水で確定されている）生中継されていた。FMでの放送時間は、Aプログラムが土曜日18時から20時15分（『N響演奏会』と題された特別枠）、Bプログラム及びCプログラムが金曜日・水曜日19時から21時10分（『ベストオブクラシック』枠）となっていた。この場合、通常ラジオ第1と同時放送となる夜19時の「NHKきょうのニュース」は放送休止となっていた。
2023年度からはNHK交響楽団の意向もあり、FM放送は次のように変更されることになった。
- AプログラムとBプログラムについては事前収録（録って出し）に変更とし、原則として公演が開催された翌週の下記番組にて放送する（Cプログラムはこれまで通り生放送）
- 放送日時とそれに対応するプログラムの変更
  - Aプログラム及びCプログラム…木曜日・金曜日19時30分から21時10分（『ベストオブクラシック』枠）
  - Bプログラム…土曜日16時から17時50分（18時20分まで放送の場合あり、『N響演奏会』と題された特別枠）

また2024年度秋シーズンからは定期公演実施月の月末（月により月初めにまたぐ場合あり）の『ベストオブクラシック』の木、金曜日放送分、及び土曜日夕方の『N饗演奏会』の単発特番の3日間連続で、原則全公演とも後日収録（一部土曜日は生放送の場合あり）とすることにした。
Eテレの『クラシック音楽館』は、公演休憩部分を除くノーカット放送となっている。2022年度まではNHK BSプレミアムの『プレミアムシアター』でも放送されたが、2023年度より放送枠を『クラシック音楽館』に一本化された。
定期演奏会以外では、年末恒例となっている『ベートーヴェン「第9」演奏会』の模様は、FM放送、Eテレで順次放送される。またFM放送では、1950年代からNHKが保存してきたN響の演奏を放送する番組『N響ザ・レジェンド』が、土曜日の19時20分から21時の枠で放送されていた。